# 岩本佳浩
岩本 佳浩（いわもと よしひろ、1967年7月17日-）は、日本の漫画家、男性。山口県出身。山口県立徳山高等学校、茨城大学卒。

## 人物・経歴
- 主に高い頭身で人物を描写する。
- 『へろへろくん』の作者であるかみやたかひろと交友があり、『へろへろくん』に度々登場したこともある。
- 大のおもちゃ好きとして知られる。『コミックボンボン』誌上の企画『本能寺』において、おもちゃコレクターを特集した際も（96年11月号）、その代表として押入れ一杯のおもちゃに囲まれる姿の写真が掲載された。またタカラ（現タカラトミー）の協力で、読者からおもちゃのアイディアを募る企画『たかひろ＆よしひろの発掘!!オモチャ大王』（99年1月号～）を、先述のかみやと合同で漫画を執筆。
- 月刊『コミックボンボン』で連載した『ロックマンXシリーズ』の漫画で一躍有名になった。漫画版『ロックマンX』の連載の由縁で、ロックマンシリーズの関連商品のイラストを書くこともある。後に『ロックマン&フォルテ』ではボスキャラクターのデザインを担当した。
  - 『ロックマンX3』編の連載中、敵役のヴァジュリーラFFが発した「メぇぇぇ〜〜〜リぃぃぃぃクリっスマぁぁぁーーースぅ!!」の台詞とともに狂い笑う様子が岩本とファン共に気に入られており、これにちなんでクリスマスの時期になると岩本がヴァジュリーラFFのクリスマスネタイラストを書きおろして自身のウェブサイトに公開するのが恒例になっている。岩本は2010年のクリスマス翌日にて「他にやりたいネタもある」と、今後どうするか悩んでいたが、2011年も新ネタが公開された。その後の2013年（ロックマンXシリーズ20周年の年）のクリスマスをもってシリーズは完結したが、2014年も「番外編」として新ネタが公開された。

## 作品リスト

### 漫画
- ロックマンX - 全3巻。
  - ロックマンX2 - 全3巻。
  - ロックマンX3 - 全4巻。
  - ロックマンX4 - 全2巻。未完のまま終了し、ラスト2話は単行本には収録されなかった。2005年に復刻版が製作された際、ラスト2話に加えて新たな描きおろしも収録された。
- 闘神デビルマン 原作/永井豪 - 全1巻。コミックボンボンより単行本発売が告知されるも未発売だったが、2017年に復刊ドットコムより出版された。
- マシュランボー 原作/東堂いづみ - 全2巻。
- モバイルレーサー 疾走れ、流星!
- 鉄腕アトム - 商業誌未掲載。個人ウェブサイトに掲載。
- カブトボーグ - Webコミック。
- トランスフォーマー ギャラクシーフォース
- 模型戦士ガンプラビルダーズA
- ガンプラエクストリーム
- 武神漢装ジーガイン - 商品説明書記載のコミック｡公式ウェブサイトにも同じものが掲載。
- 角川まんが学習シリーズ 日本の歴史 1巻日本のはじまり（作画）

### その他
- ROCKMAN X THE NOVEL -IRREGULARS REPORT - （ストーリー協力・イラスト）
- ロックマンX ギガミッション - （カードイラスト）